# Château de Bagnolet (Charente)
Pour les articles homonymes, voir Château de Bagnolet.
Le château de Bagnolet a été construit en 1810 sur les bords de la Charente à Cognac. Situé à quelques kilomètres de Cognac, le château de Bagnolet est, depuis 1841, l’une des propriétés de la Maison Hennessy. La Maison y reçoit les meilleurs clients de la marque ainsi que des personnalités de passage lors d’événements exceptionnels.

## Historique
Le nom vient d'une fontaine naturelle et indiquerait l'existence de bains dans l'antiquité.
Dans le « grand parc » de Cognac qui borde la Charente sur sa rive droite et fut propriété royale jusqu'à la révolution, la famille Augier a construit Bagnolet en 1810. C'est alors dans le style des maisons coloniales de Louisiane, un pavillon central carré, flanqué de deux pavillons plus petits, faisant face à un parc à l'anglaise qui descend en pente douce jusqu'au fleuve.
En 1841, Irène d’Anthès-Hennessy, l’épouse d’Auguste, tombe amoureuse d’une superbe propriété, le château de Bagnolet. Construite en 1810 au cœur des Borderies, l’un des grands crus de Cognac, c’est une demeure implantée en bord de Charente. Sa blancheur et sa simplicité rappellent à la fois les maisons de Louisiane et les villas italiennes.
Auguste Hennessy en fait l’acquisition, et le couple s’y installe avec ses trois enfants. Deux autres y naîtront. Le château devient l’emblème de tout un art de vivre au XIXe siècle : Auguste Hennessy organise de nombreuses parties de chasse. Réceptions et concerts se succèdent, tandis que la table accueille les clients internationaux. Bagnolet devient ainsi l’ambassade de la Maison Hennessy.

## La Maison Hennessy
Cédé à la société Jas Hennessy & Co en 1963, le château est devenu sa maison. Il reçoit clients et invités, de personnalités historiques comme le Général de Gaulle ou la fille de Deng Xiao Ping, le Prince Bulgarie ou le Duc de Kent, à de grands artistes du cinéma et de la musique comme Lauren Bacall, Alain Delon, Oliver Stone, Robert Mitchum, Dee Dee Bridgewater, Ray Charles, Joe Cocker ou Mstislav Rostropovitch.* 
C’est le chef David Fransoret qui officie à la cuisine, perpétuant la tradition d’une table réputée pour l’excellence de ses mets. Membre des « Maîtres Cuisiniers de France », il offre aux invités des repas mettant en valeur les mets d’une région reconnue pour sa richesse gastronomique. 
Réservée aux réceptions privées et aux invités de la marque, la propriété s’ouvre également au public à l’occasion des Rendez-vous des Jardins et des Journées du Patrimoine.

## Dates clés
- 1810 : construction du château par la famille Augier
- 1840 : acquisition du domaine par Auguste Hennessy
- 1842 : jardin redessiné pour en faire un parc à l’anglaise
- 1876 : inauguration du jardin d’hiver à l’occasion du baptême de Richard Hennessy
- 1890 : construction du pavillon
- 1939-1945 : occupation du château par l’armée allemande pour y loger les officiers de la Luftwaffe
- 1945 : visite du général de Gaulle et séjour du général de Larminat avec ses troupes marocaines
- 1963 : Francis Hennessy, arrière petit-fils d'Auguste, cède sa propriété à la Société Hennessy
- 1963-2010 : le Château de Bagnolet devient la prestigieuse maison d’hôtes d’Hennessy

## Parc et jardins
Le parc a été redessiné par un paysagiste en 1910.
Une fois passée la grille, la grande allée bordée de hauts buis mène à l'arrière du château en l'abordant par son jardin d'hiver accolé à droite. Cette allée est parallèle à la Charente.
Le jardin d'hiver forme une verrière en qui abrite une collection botanique et en particulier des hibiscus, des bougainvilliers et des agrumes.
Son autre entrée donne sur une petite cour et la terrasse avec vue sur l'ensemble du parc allant jusqu'à la Charente.
L' allée du silence descend en serpentant vers les berges alors que l' allée Auguste Hennessy est un arboretum avec en particulier des ifs, des érables, des fusains du Japon et des tilleuls argentés.
Parmi les fabriques se remarque le temple de l'amour et la fontaine de l'ange et du poisson.
Une pergola est couverte de glycines, bignones et rosiers

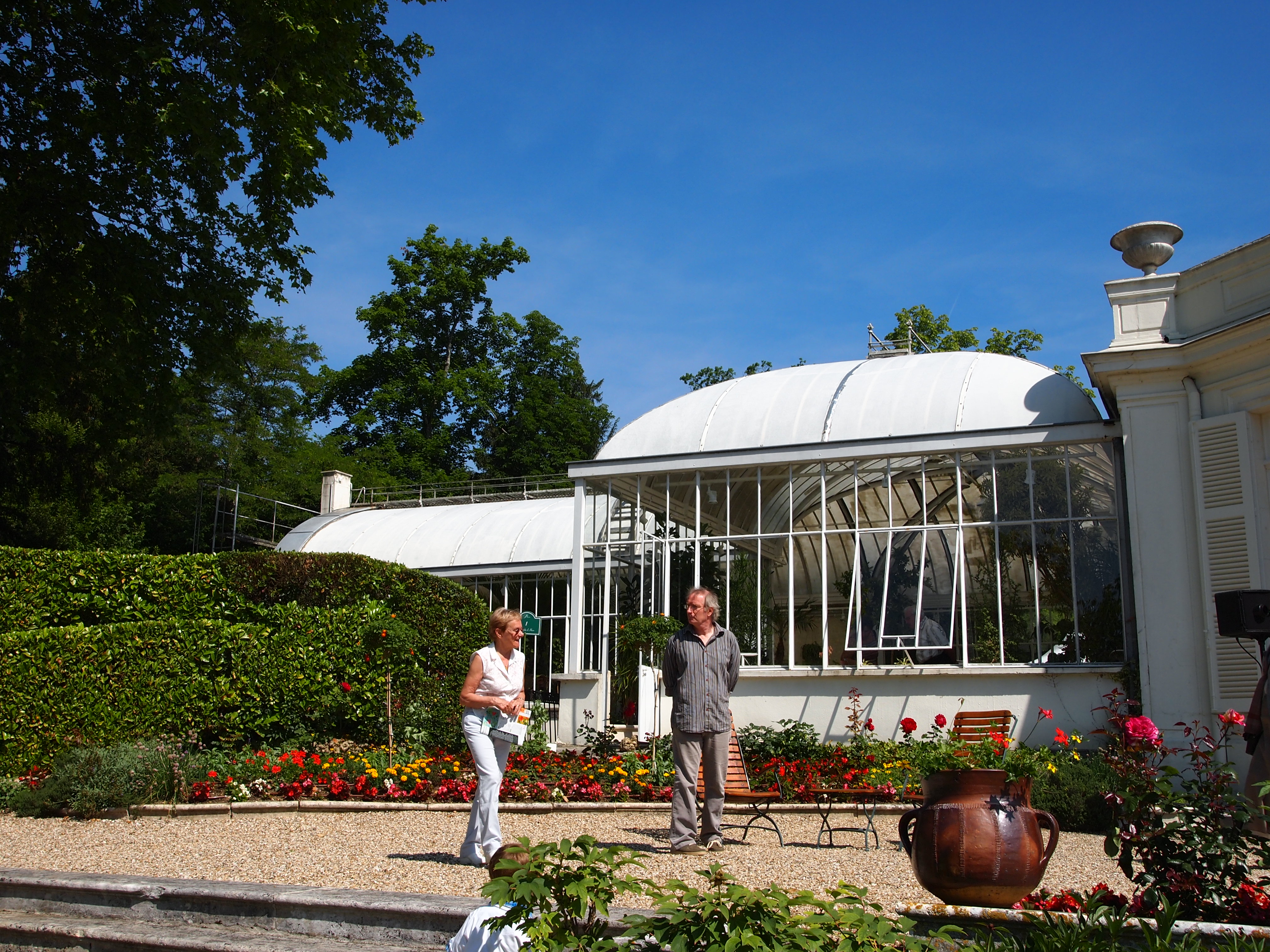
jardin d'hiver
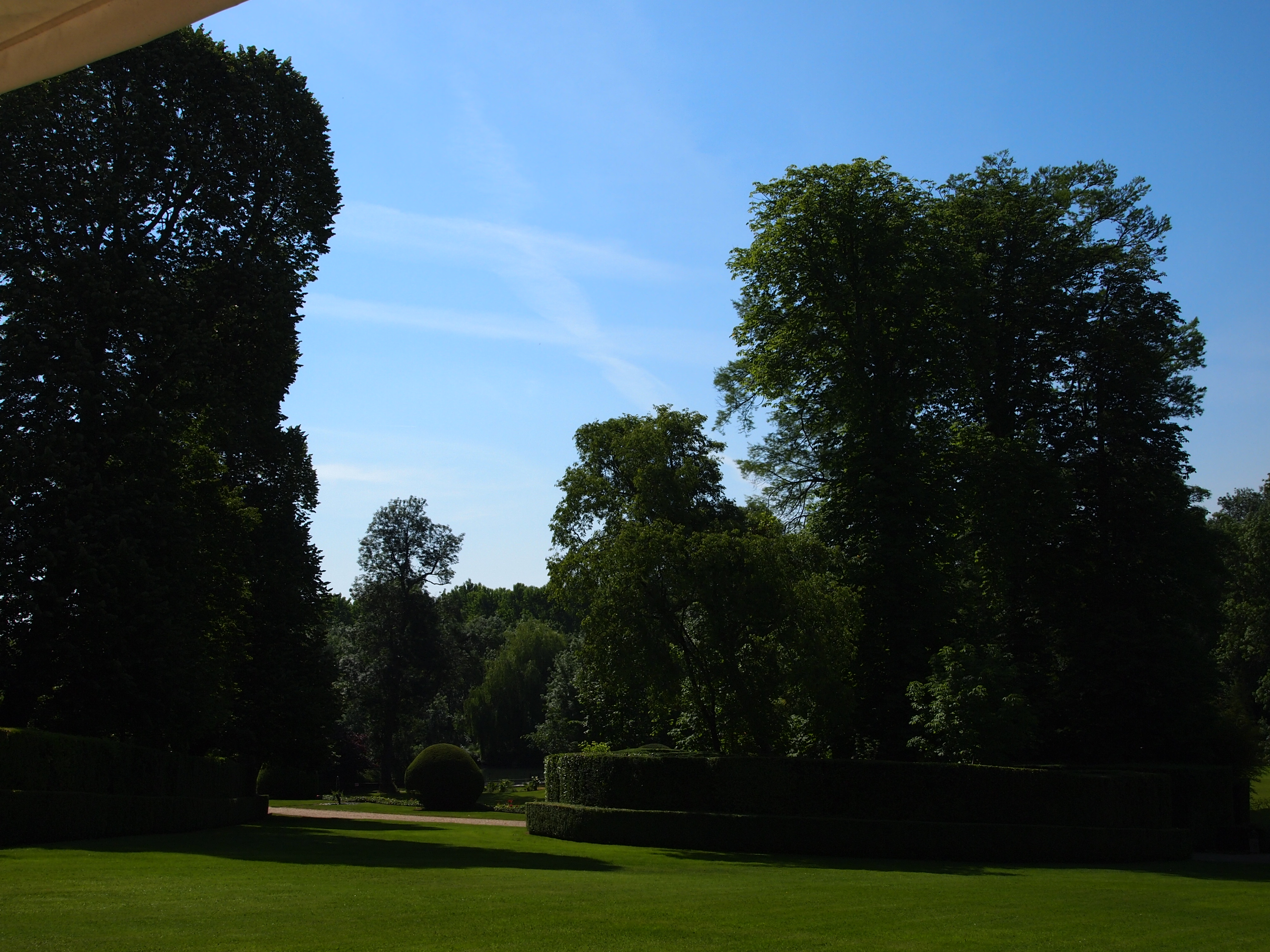
le parc
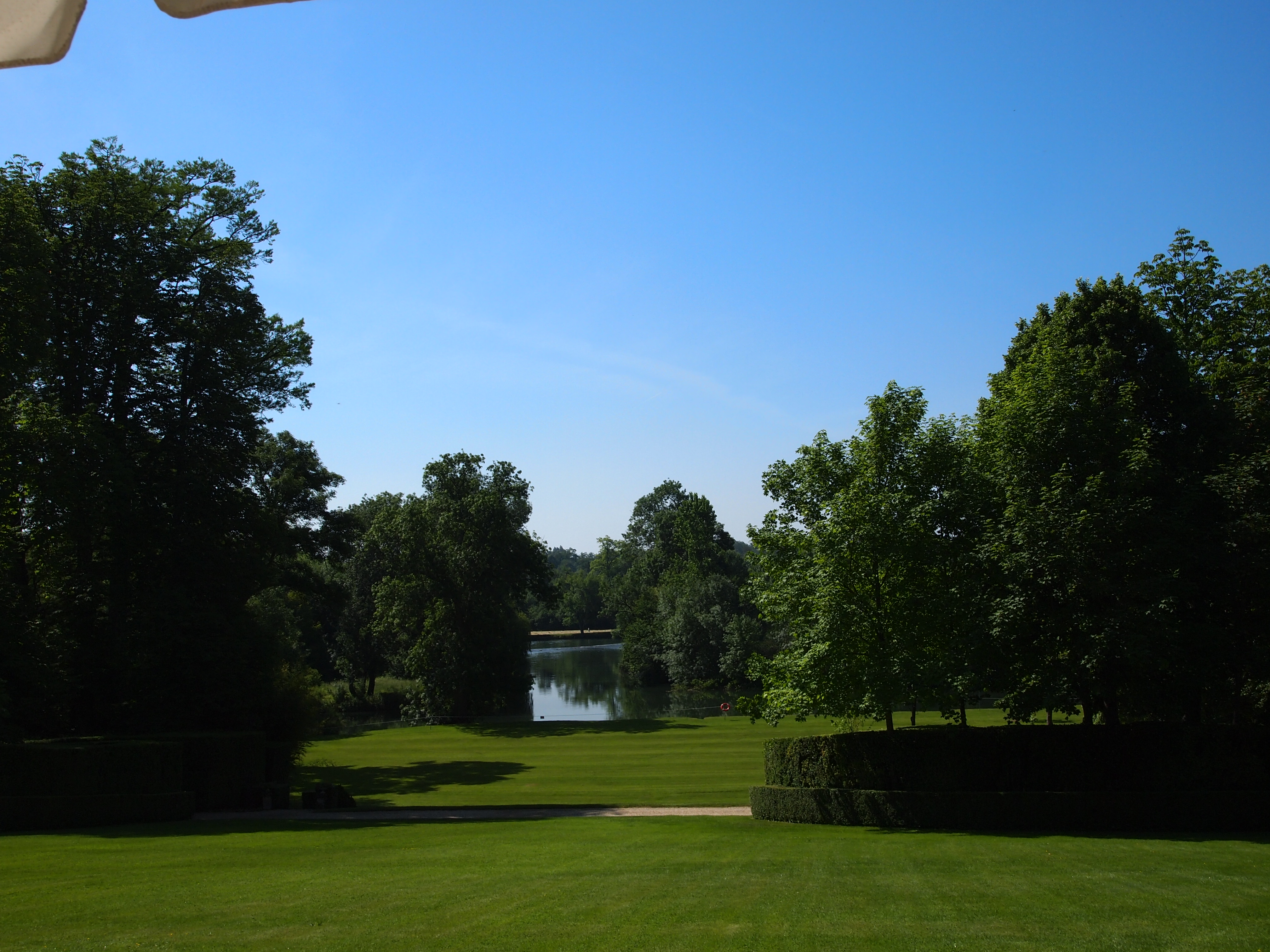
et la vue
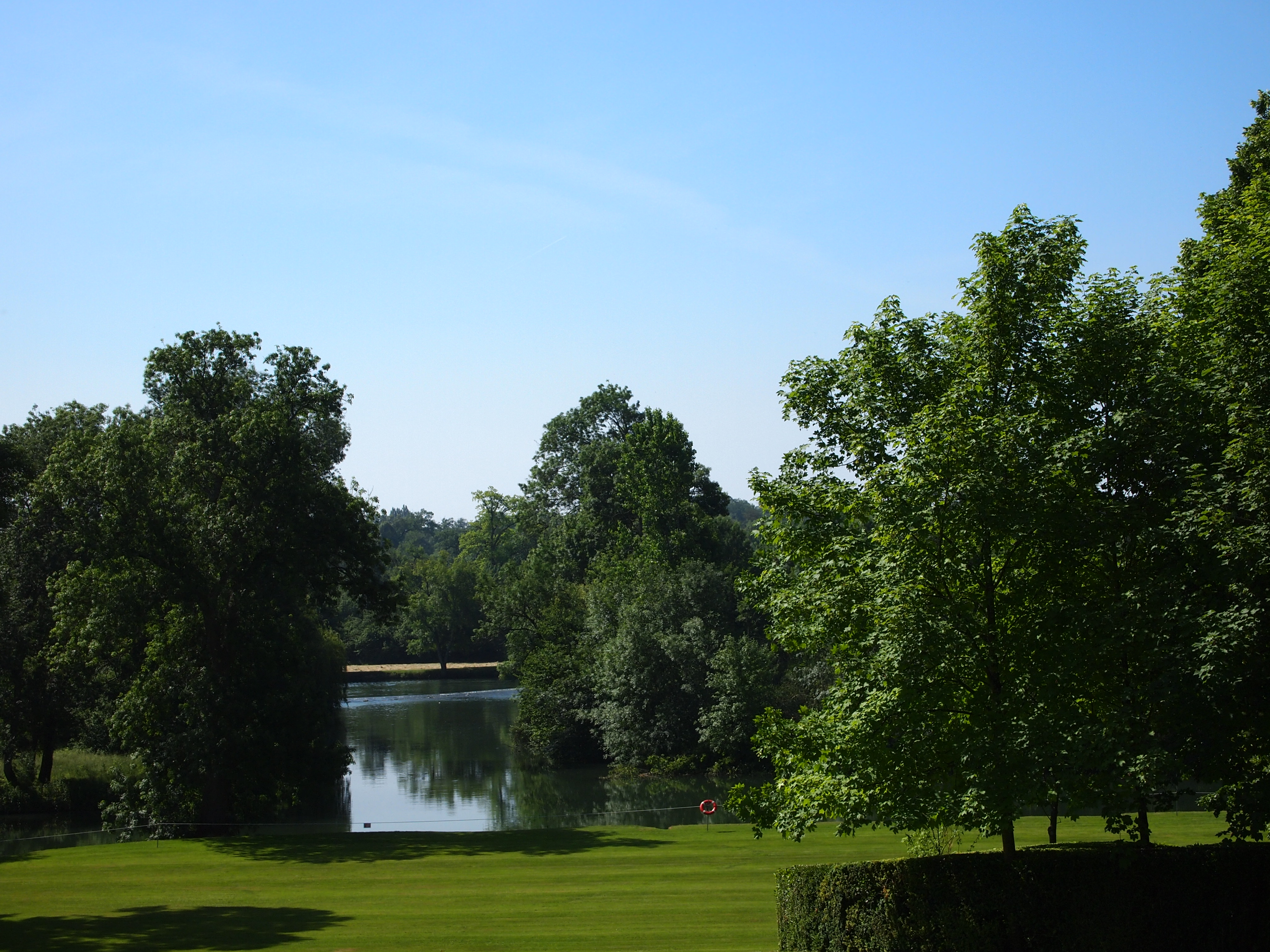
sur la Charente